# Ljudmila Andrejewna Kondratjewa
Ljudmila Andrejewna Kondratjewa (russisch Людмила Андреевна Кондратьева; engl. Transkription Lyudmila Kondratyeva; * 11. April 1958 in Schachty, Russische SFSR, Sowjetunion) ist eine ehemalige russische (bzw. sowjetische) Leichtathletin. 

## Sportliche Karriere
Kondratjewa, deren Spezialdisziplin zu Beginn der Fünfkampf gewesen war, gewann bei den Europameisterschaften 1978 überraschend die Goldmedaille über 200 Meter. Beim gleichen Anlass gewann sie mit der sowjetischen Staffel das 4-mal-100-Meter-Staffelrennen. Somit wurde sie zur Favoritin für die kommenden Olympischen Spiele.
1980 lief sie einen nicht offiziell bestätigten Weltrekord über 100 Meter. Das 100-Meter-Rennen bei den Olympischen Spielen 1980 in Moskau war eine sehr knappe Angelegenheit; die fünf ersten waren nur durch eine Zehntelsekunde getrennt. Das Zielfoto ergab, dass Kondratjewa Marlies Göhr (DDR) um nur eine Hundertstelsekunde geschlagen hatte. Kondretjewa zog sich bei diesem Rennen eine Zerrung zu, so dass sie nicht mehr zum 200-Meter-Rennen und zur 4-mal-100-Meter-Staffel antreten konnte.
Da ihr Land die Olympischen Spiele 1984 in Los Angeles boykottierte, konnte Kondratjewa ihren Olympiasieg nicht wiederholen.
Bei den Olympischen Spielen 1988 in Seoul holte sie mit der 4-mal-100-Meter-Staffel Bronze.

## Familie
Kondratjewa heiratete den zweifachen Hammerwurfolympiasieger Jurij Sedych (1955–2021), ließ sich später wieder von ihm scheiden. Ihre gemeinsame Tochter Oxana Kondratjewa (* 1985) konkurrierte ehemals im Hammerwurf. Sie nahm viermal an der Universiade teil und gewann dort 2013 die Silbermedaille. Bei den Weltmeisterschaften 2013 belegte sie den siebten Platz. Ende März 2020 wurde gegen Oxana ein Dopingverfahren eingeleitet.